# Wienerberg Straße
Die Wienerberg Straße B225 ist eine Hauptstraße B und ehemalige Bundesstraße in Wien. Sie verbindet die Bezirke Meidling, Favoriten und Simmering und stellt eine wichtige West-Ost-Achse im Wiener Straßennetz dar. Weiters bindet sie die Bezirke Meidling und Simmering an die Anschlussstelle Favoriten der Südosttangente (A23) an.
Entlang der Wienerbergstraße befinden sich wichtige Business Parks wie das Euro Plaza und die Vienna Twin Tower.

## Geschichte
Die Wienerberg Straße gehörte ab dem 1. September 1971 zum Netz der Bundesstraßen in Österreich. 2002 erfolgte die Übertragung in die Landesverwaltung.
Mit der Fertigstellung der geplanten A23-Anschlussstelle Simmering (bekannt als „gesperrte Ausfahrt Simmering“) soll die B225 von dieser bis zum Zentralfriedhof auf eine neue Trasse südlich der Ostbahn verlegt werden.

## Straßenverlauf
Die B225 führt über folgende Straßenzüge (von Westen nach Osten)
Wienerbergstraße | Triester Straße (Richtung Westen) / Altdorfer Straße (Richtung Osten) | Raxstraße | Grenzackerstraße | Altes Landgut (Verteilerkreis Favoriten) | Ludwig-von-Höhnel-Gasse | Endlichergasse | Theodor-Sickel-Gasse | Bitterlichstraße | Gadnergasse | Swatoschgasse | Schemmerlstraße | Weichseltalweg | Simmeringer Hauptstraße (bis Etrichstraße)

## Galerie

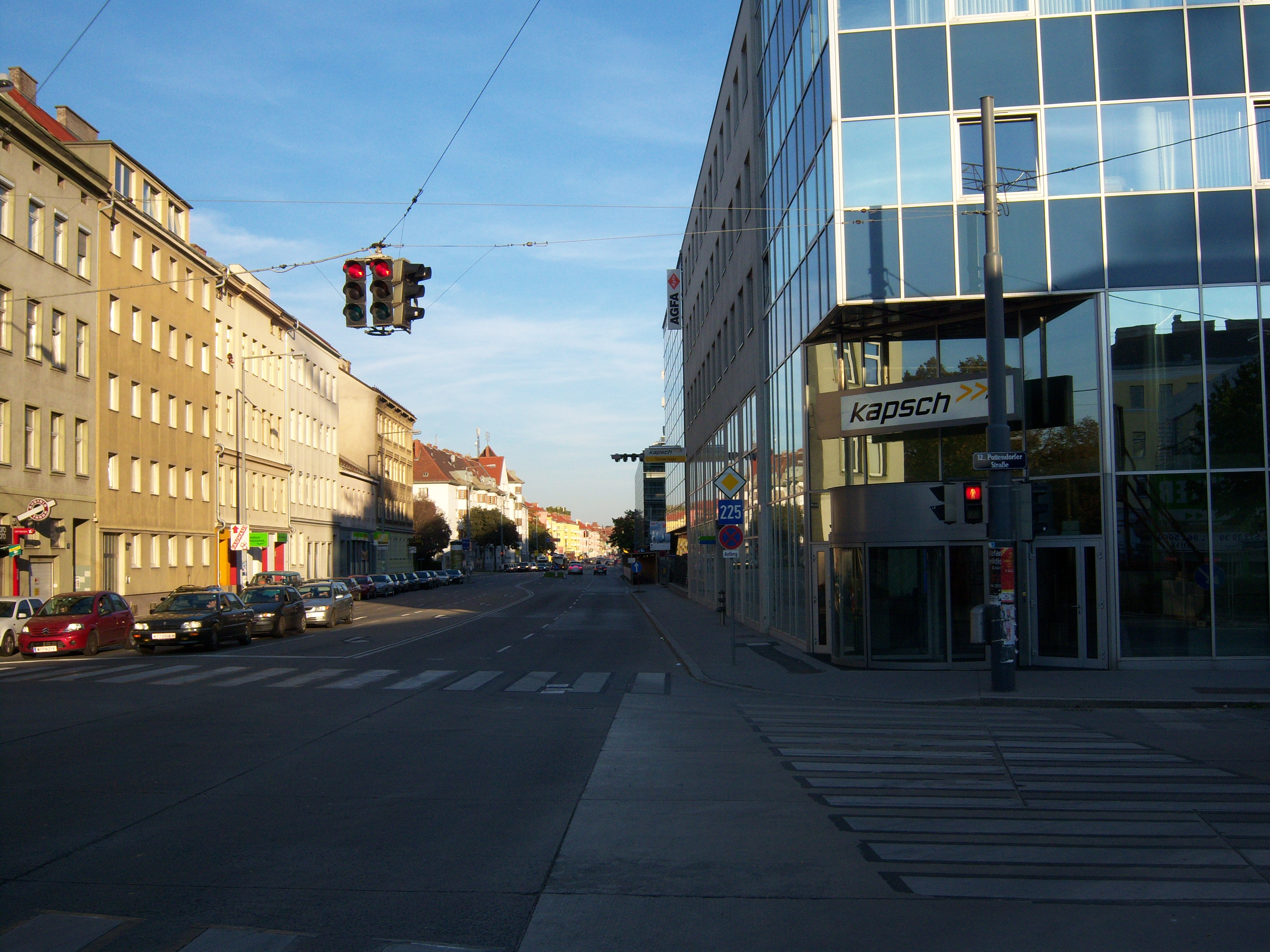
B225 auf der Wienerbergstraße
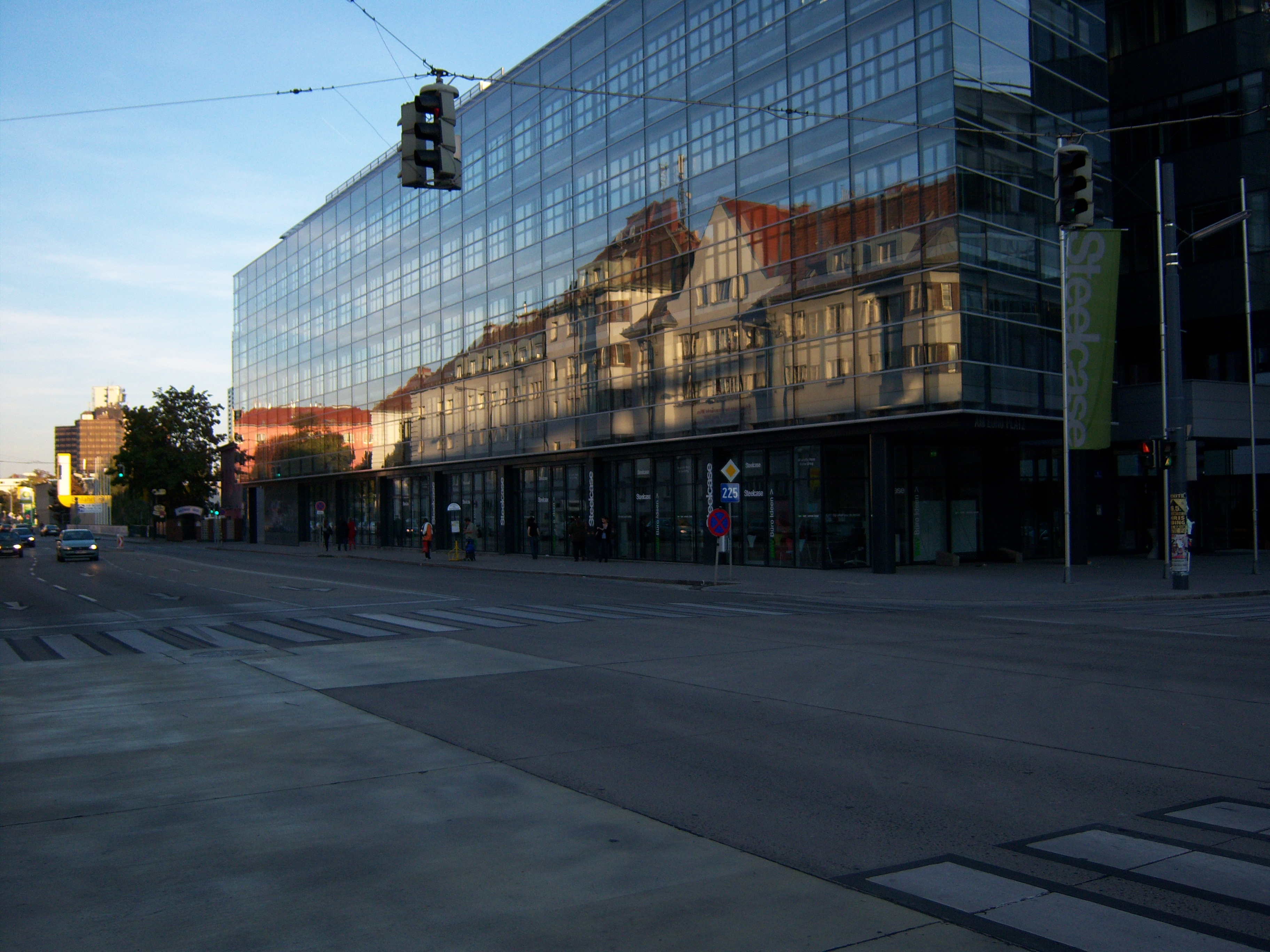
Wienerbergstraße mit Europlaza im Hintergrund